# قرار مجلس الأمن التابع للأمم المتحدة رقم 554
قرار مجلس الأمن التابع للأمم المتحدة رقم 554، المتخذ في 17 آب / أغسطس 1984، بعد التذكير بالقرار 473 (1980)، أدان المجلس الانتخابات العامة لعام 1984 في جنوب أفريقيا واعتماد قانون دستور جمهورية جنوب أفريقيا 110 لعام 1983.
وذكر المجلس أن الدستور يتعارض مع ميثاق الأمم المتحدة، وأعلن أن الانتخابات والدستور لاغين وباطلين لأنهما سيعززان من ترسيخ حكم الأقليات في البلاد. كما حث القرار الدول الأعضاء والمنظمات الدولية على عدم الاعتراف بالانتخابات، مشيرًا إلى أن القضاء التام على الفصل العنصري وإرساء الديمقراطية في جنوب إفريقيا سيؤدي إلى حل عادل ودائم لـ «الوضع المتفجر» في البلاد.
تمت الموافقة على القرار، الذي طُلب من الأمين العام مراقبة تنفيذه، بأغلبية 13 صوتًا، بينما امتنعت المملكة المتحدة والولايات المتحدة عن التصويت.

## روابط خارجية
- نص القرار في undocs.org